# آرمان لانو
آرمان لانو (به فرانسوی: Armand Lanoux) (زادهٔ ۱۹۱۳ در پاریس و متوفی ۱۹۸۳ در شام سور مرن) نویسنده قرن بیستم میلادی اهل فرانسه بود. او در ۱۹۶۳ برای رمان «وقتی که دریا عقب می‌رود» موفق به کسب جایزه گنکور شد.